# 町田樹
町田 樹（まちだ たつき、ラテン文字: Tatsuki Machida、1990年3月9日 - ）は、2000年代から2010年代にかけて活躍した日本のフィギュアスケート選手（男子シングル）であり、現在はスポーツ科学者。國學院大學人間開発学部准教授。
主な競技成績は2014年ソチオリンピック5位入賞、2014年世界選手権2位、2010年四大陸選手権2位、2013年全日本選手権2位、2013年・2014年スケートアメリカ2年連続優勝、2006年全日本ジュニア選手権優勝など。
アマチュア引退後は2018年10月までプロスケーターとして活動した。

## 人物
神奈川県川崎市生まれ。愛称は「まっちー」。「樹」という名前は、大手家電メーカーのCM「この木何の木気になる木」の「あの木のように大きな存在に」と両親が命名した。血液型はO型。広島市立牛田中学校、倉敷翠松高等学校卒業。2015年3月に関西大学文学部総合人文学科を卒業し、学士（文学）の学位を取得。
同年、早稲田大学大学院スポーツ科学研究科（スポーツビジネスコース）修士課程に進学。その後2020年3月、同大学院博士後期課程修了（下記「研究活動」の節も参照のこと）。
家族で移住した広島市東区牛田で育つ。髙橋大輔（バンクーバーオリンピック銅メダリスト）に憧れ、その母校であり通年リンクがある岡山県の倉敷翠松高等学校に毎日新幹線で通学し、2006年全日本ジュニア選手権で優勝。関西大学に進学後、2009-2010年シーズンにシニアデビューし、2012-2013年シーズンにグランプリシリーズのメダル獲得・初優勝を果たす。翌2013-2014年シーズンにグランプリシリーズ2勝、全日本選手権2位などの好成績をあげ、冬季オリンピック、世界選手権代表選手に初めて選出された。日本代表の男子フィギュアスケート選手としては遅咲きの選手である。
2014年の全日本選手権を最後に競技活動を引退。以降、アイスショーへの出演は大学院における研究活動の一環としておこなった。また一大学院生の立場から、ファンレターやプレゼントの一切を辞退していた。
常に鞄に2冊の本を持ち歩く読書家で、その読書経験が反映した独特の世界観やコメント、リンク上での感情あふれる表現力から“氷上の哲学者”と称される。愛読書はドイツの哲学者ゲオルク・ヴィルヘルム・フリードリヒ・ヘーゲルの『美学講義』。音楽鑑賞、ファッション、お茶・紅茶も趣味とし、好きなアーティストはm-flo。目標とする人物として、これまでのプログラムを振付けてきたステファン・ランビエール(トリノオリンピック銀メダリスト)、フィリップ・ミルズの名前を挙げており、自らも振り付けを手がける。

## 経歴

### ジュニア以前
千葉県松戸市に住んでいた3歳のとき、友達に誘われて自宅近くの新松戸アイスアリーナ（2002年閉鎖）でスケートを始める。小学4年9歳の時、父親の転勤で広島県安芸郡府中町に転居。府中町立府中中央小学校卒業後、両親の勧めで広島ビッグウェーブ近くの広島市牛田に引っ越し練習を積む。広島には通年リンクがないため、リンクが閉鎖する夏場は、岡山県や山口県、福岡県に遠征した。
初めての国際大会は2002-2003シーズンのフィンランド・タンペレで行われたサンタクロース杯。スプリングスクラスで優勝。
2004-2005シーズンよりISUジュニアグランプリに参戦。2006-2007シーズン、JGPリベレツで2位となり、初めて国際大会の表彰台に乗る。同年の全日本ジュニア選手権では初優勝を果たした。
2007-2008シーズン、JGPジョン・カリー記念で優勝。2008-2009シーズン、JGPマドリード杯で3位となる。全日本ジュニア選手権では2位となり、シニアクラスの全日本選手権では7位となった。

### シニア移行後
2009-2010シーズンよりシニアに上がる。3度目の出場となる全日本選手権で4位に入り、バンクーバー五輪選出は惜しくもならなかったが、自身初の四大陸選手権への派遣が決定。その四大陸選手権では自己ベストを40点以上更新する演技を見せ、準優勝を果たした。

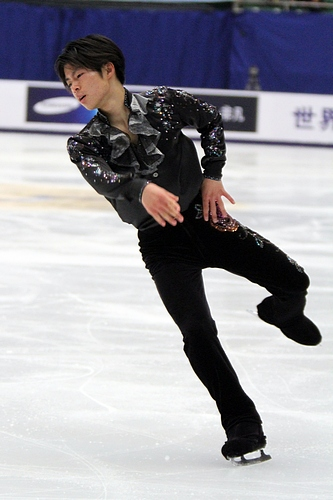
2010年中国杯でのスケーティング

2010-2011シーズン、初戦のネーベルホルン杯ではフリースケーティングで自身初となる4回転トウループを成功させ、シニア国際大会初優勝を果たす。しかし、その後シニアクラスのグランプリシリーズのデビュー戦となった中国杯では5位に入るも、第2戦のロステレコム杯では11位に沈んだ。全日本選手権は前年より順位を落として6位となったが、アジア冬季競技大会の代表に選出された。アジア冬季競技大会ではショートプログラムは2位と健闘したが、フリースケーティングで6位と崩れ、総合4位となった。4月に行われたトリグラフトロフィーではショートプログラム、フリースケーティングを通して全てのジャンプを成功させ、総合優勝を果たした。
2011-2012シーズンよりアンソニー・リュウに師事。アメリカ・カリフォルニア州レイクアローヘッドの「アイスキャッスル」へ練習拠点を移し大学を休学して挑んだ。しかし連覇を狙ったシーズン初戦のネーベルホルン杯を怪我で棄権する。初出場したNHK杯では7位。クロアチアで行なわれたゴールデンスピンではフリースケーティングで全てのジャンプを成功させ優勝した。全日本選手権では4位となり、四大陸選手権への派遣が決まった。四大陸選手権では、ショートプログラムはクリーンで完成度の高い演技で自己ベストを大きく更新して4位につけるも、フリースケーティングで崩れ7位に終わった。
2012-2013シーズン、初戦としてオンドレイネペラトロフィーに出場し優勝する。グランプリシリーズはスケートアメリカと中国杯にエントリー。スケートアメリカではフリースケーティングと総合得点で自己ベストを更新し3位、グランプリシリーズ初のメダルを獲得した。続く中国杯では、ショートプログラムと総合得点で自己ベストを更新してグランプリシリーズ初優勝。またそれにより初のグランプリファイナル出場を決めたもののファイナルは最下位の6位。全日本選手権も9位に終わった。

#### ソチオリンピックで5位入賞

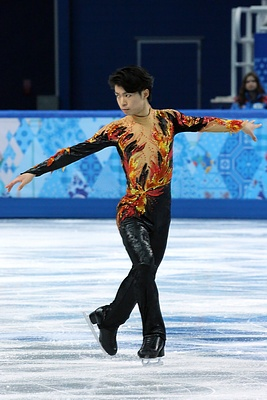
ソチオリンピックで「火の鳥」を演じる町田

2013-2014シーズンよりコーチ陣に大西勝敬を加え、練習拠点をアメリカから大阪に移した。また体幹を強化するため木村雅浩トレーナーの元で体幹トレーニングを行う。かつてフィギュア種目だった氷上で課題の図形通りに滑る正確さなどを競う規定種目（コンパルソリー）を重視し、基本練習を行い4回転ジャンプの精度を上げた。
スケートアメリカではショートプログラム、フリースケーティングともに自己ベストを大幅に更新する演技で自身2度目のグランプリシリーズの優勝を飾った。続くロステレコム杯ではショートプログラムは2位、フリースケーティングでは1位となり逆転優勝。2年連続のグランプリファイナル出場を決めた。グランプリファイナルでは、ショートプログラムでジャンプのミスが影響し6位。フリースケーティングでは自己ベストに迫る得点を出すも、総合4位に終わった。全日本選手権ではショートプログラム、フリースケーティング共に全てのジャンプを成功させ、非公認ながら自己ベストを大きく上回る得点で総合2位となり、自身初の全日本選手権でのメダルを獲得。同時にソチオリンピック、世界選手権の代表にそれぞれ初めて選出された。その後、オリンピックでは帯同できるコーチの人数に制限があるため、メインコーチを大西に変更し、アンソニー・リュウ、秦安曇との師弟関係を解消した。
2014年2月開催のソチ五輪・団体戦は男子シングルのフリースケーティングに出場し、3位（最終的に日本代表は5位）。個人戦・男子シングルではショートプログラムでミスが出て11位と出遅れたものの、フリーでは4位と大きく挽回、五輪メダル獲得はならなかったが総合5位入賞を果たした。

#### 世界選手権で銀メダル獲得
同年3月、日本・さいたま市で開催の世界選手権では、ショートプログラムで完璧な演技を披露し、自己ベストを大幅に更新して首位に立った。フリーでもほぼミスのない内容で自己ベストをマークするも、羽生結弦（ソチ五輪金メダリスト）に僅か0.33点の差で惜しくも逆転されてしまい総合2位に下がったが、銀メダルを獲得（世界選手権男子シングルで日本人メダリストとしては史上6人目、世界選手権初出場で2位は日本男子シングルで歴代最高位となる(2019年1月現在)）。さらに日本男子シングル史上初となる、世界選手権でのワンツーフィニッシュを達成した。
2014-2015シーズンは、初戦のスケートアメリカで2位に30点以上の差をつけて優勝。スケートアメリカ二連覇で、GPシリーズ4勝目を挙げた。

### 突然の現役引退
2014年全日本選手権で4位に入り、2015年世界フィギュアスケート選手権（中華人民共和国：上海市）の男子シングル日本代表に当初2年連続で選ばれた。だが町田は、日本代表選手発表の場で突如自ら「全日本選手権を以て引退することを本日決断しました」と、世界選手権への出場辞退と同時に、現役を引退することを電撃発表した。これに伴い、世界フィギュア選手権代表選手は町田から無良崇人に変更された。

### 競技引退後

#### プロフィギュアスケーター・振付家として
「今後も研究活動の一環として、アイスショー等での演技や創作活動を必要最小限の数の舞台において、経験させて頂きたいと考えております」と言及した現役引退発表から4か月後の2015年4月、プリンスアイスワールド横浜公演にゲスト出演。この際、一大学院生の立場から、ファンからの花束・手紙・プレゼント等の一切を辞退すると表明した。
以来、大学院での研究活動の傍ら、プロフィギュアスケーターとして「プリンスアイスワールド」「カーニバル・オン・アイス」等のアイスショーに出演し、自身振付による作品を披露。（『白夜行』、『Je te veux』、『継ぐ者』、『あなたに逢いたくて (Missing You)』、『“Ave Maria” by Chris Botti』、『Don Quixote Gala 2017：Basil’s Glory』、『Swan Lake：Siegfried and His Destiny』、『ボレロ：起源と魔力』、『ダブル・ビル：そこに音楽がある限り』、『人間の条件――マーラー・アダージェット』）
学業専念のため、2018年10月6日のジャパンオープンおよびカーニバル・オン・アイス出演をもってフィギュアスケーターとしての25年間のキャリアに幕を下ろした。
2019年10月14日に、新書館より作品集「そこに音楽がある限り — フィギュアスケーター・町田樹の軌跡」(Atelier t.e.r.m編著)が出版された。
2021年5月14日に、新書館より作品集Blu-ray「氷上の舞踊芸術 — 町田樹 振付自演フィギュアスケート作品 Prince Ice World映像集2013-2018」(Atelier t.e.r.m編著)が発売された。

### 研究活動
2008年4月に関西大学文学部へ進学し、2015年3月に同学部総合人文学科（身体運動文化専修）を卒業。同年4月に早稲田大学大学院スポーツ科学研究科の修士課程へ進学。2017年3月に修士論文「著作権法および産業論から観たフィギュアスケート」を提出し、修士（スポーツ科学）の学位を取得。同年4月から同大学院博士後期課程で研究を続け、2020年3月に修了。論文「アーティスティックスポーツのマネジメントに関する学際的考究の可能性：フィギュアスケートを基軸とした創造と享受の文化経済学」により、早稲田大学から博士（スポーツ科学）の学位を取得した。
アーティスティック・スポーツ（芸術的スポーツ）の研究に取り組む。専門分野はスポーツ＆アーツマネジメント、身体芸術論、スポーツ文化論、文化経済学、知的財産法。
2017年度、日本体育・スポーツ経営学会最優秀発表賞、文化経済学会〈日本〉大会優秀発表賞。2019年度、早稲田大学濱野吉生記念褒賞。2020年度、日本知財学会優秀論文賞、日本体育・スポーツ経営学会 学会賞。
2018年4月から2020年9月まで、慶應義塾大学環境情報学部非常勤講師、法政大学スポーツ健康学部非常勤講師。2020年10月、國學院大學人間開発学部健康体育学科助教に就任。2024年4月より同大学准教授。
学究活動と並行して、コラム執筆、アイスショー解説等の社会活動もおこなっている。
著書『若きアスリートへの手紙―〈競技する身体〉の哲学』で2022年度ミズノスポーツライター賞最優秀賞受賞。
2023年「表現という永劫の謎に対峙し執拗に問い続ける姿勢」に対して、第16回（池田晶子記念）わたくし、つまりNobody賞が授与された。

#### 継承プロジェクト
過去に振付、披露された演技を、別のスケーターにそのまま継承していくという新たな試みに取り組んでいる(「上演権許諾制度」を実践するという試み)。第1弾作品は「ジュ・トゥ・ヴ（Je te veux）」(振付：町田樹 2014年)、スケーターは田中刑事。

## 主な戦績

### シニア
| 大会/年            | 2009-10 | 2010-11 | 2011-12 | 2012-13 | 2013-14 | 2014-15 |
| ------------------ | ------- | ------- | ------- | ------- | ------- | ------- |
| 冬季オリンピック   |         |         |         |         | 5       |         |
| 世界選手権         |         |         |         |         | 2       | 辞退    |
| 四大陸選手権       | 2       |         | 7       |         |         |         |
| 全日本選手権       | 4       | 6       | 4       | 9       | 2       | 4       |
| GPファイナル       |         |         |         | 6       | 4       | 6       |
| GPエリック杯       |         |         |         |         |         | 2       |
| GPスケートアメリカ |         |         |         | 3       | 1       | 1       |
| GPロステレコム杯   |         | 11      |         |         | 1       |         |
| GP中国杯           |         | 5       |         | 1       |         |         |
| GP NHK杯           |         |         | 7       |         |         |         |
| アジアフィギュア杯 |         |         |         |         | 1       |         |
| プランタン杯       |         |         |         | 2       |         |         |
| ネペラ記念         |         |         |         | 1       |         |         |
| ゴールデンスピン   |         |         | 1       |         |         |         |
| ネーベルホルン杯   |         | 1       | 棄権    |         |         |         |
| トリグラフ杯       |         | 1       |         |         |         |         |
| 冬季アジア大会     |         | 4       |         |         |         |         |
| NRW杯              | 6       |         |         |         |         |         |
| 団体戦             |         |         |         |         |         |         |
| 冬季オリンピック   |         |         |         |         | 5 団体  |         |

### ジュニア
| 大会/年               | 2003-04 | 2004-05 | 2005-06 | 2006-07 | 2007-08 | 2008-09 |
| --------------------- | ------- | ------- | ------- | ------- | ------- | ------- |
| 全日本選手権          |         |         |         | 13      |         | 7       |
| 冬季ユニバーシアード  |         |         |         |         |         | 5       |
| 世界Jr.選手権         |         |         |         | 9       |         |         |
| 全日本Jr.選手権       | 12      | 7       | 5       | 1       | 7       | 2       |
| JGPマドリード杯       |         |         |         |         |         | 3       |
| JGPジョン・カリー記念 |         |         |         |         | 1       |         |
| JGPウィーン杯         |         |         |         |         | 9       |         |
| JGPリベレツ           |         |         |         | 2       |         |         |
| JGPメキシコ杯         |         |         |         | 4       |         |         |
| JGPバルト杯           |         |         | 7       |         |         |         |
| JGPタリン杯           |         |         | 10      |         |         |         |
| JGPクールシュベル     |         | 7       |         |         |         |         |
| ガルデナスプリング杯  |         |         | 5       |         |         | 1       |

### 詳細

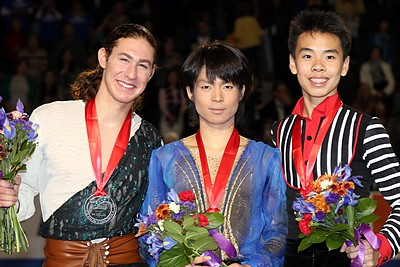
2014年スケートアメリカ金メダル

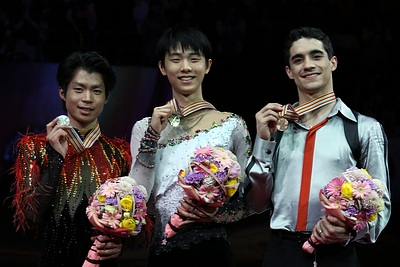
2014年世界フィギュアスケート選手権銀メダル

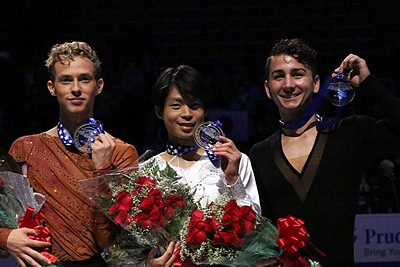
2013年スケートアメリカ金メダル

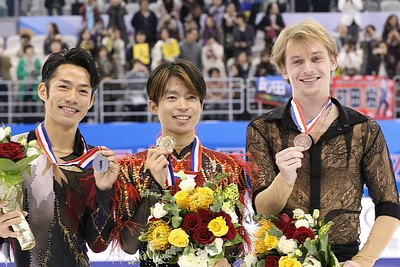
2012年中国杯金メダル

| 2014-2015 シーズン    |                                                          |         |          |          |
| 開催日                | 大会名                                                   | SP      | FS       | 結果     |
| 2014年12月25日 - 28日 | 第83回全日本フィギュアスケート選手権（長野）             | 2 90.16 | 5 152.45 | 4 242.61 |
| 2014年12月11日 - 14日 | 2014/2015 ISUグランプリファイナル（バルセロナ）          | 2 87.82 | 6 128.31 | 6 216.13 |
| 2014年11月21日 - 23日 | ISUグランプリシリーズ エリック・ボンパール杯（ボルドー） | 2 88.70 | 2 149.04 | 2 237.74 |
| 2014年10月24日 - 26日 | ISUグランプリシリーズ スケートアメリカ（シカゴ）         | 1 93.39 | 1 175.70 | 1 269.09 |

| 2013-2014 シーズン    |                                                      |          |          |          |
| 開催日                | 大会名                                               | SP       | FS       | 結果     |
| 2014年3月24日 - 30日  | 2014年世界フィギュアスケート選手権（さいたま）       | 1 98.21  | 2 184.05 | 2 282.26 |
| 2014年2月6日 - 22日   | ソチオリンピック（ソチ）                             | 11 83.48 | 4 169.94 | 5 253.42 |
| 2014年2月6日 - 22日   | ソチオリンピック 団体戦（ソチ）                      | -        | 3 165.85 | 5 団体   |
| 2013年12月20日 - 23日 | 第82回全日本フィギュアスケート選手権（さいたま）     | 2 93.22  | 2 183.82 | 2 277.04 |
| 2013年12月5日 - 8日   | 2013/2014 ISUグランプリファイナル（福岡）            | 6 65.66  | 4 170.37 | 4 236.03 |
| 2013年11月22日 - 24日 | ISUグランプリシリーズ ロステレコム杯（モスクワ）     | 2 84.90  | 1 172.10 | 1 257.00 |
| 2013年10月18日 - 20日 | ISUグランプリシリーズ スケートアメリカ（デトロイト） | 1 91.18  | 1 174.20 | 1 265.38 |
| 2013年8月8日 - 11日   | 2013年アジアフィギュア杯（バンコク）                 | 1 72.70  | 1 153.51 | 1 226.21 |

| 2012-2013 シーズン    |                                                    |         |          |          |
| 開催日                | 大会名                                             | SP      | FS       | 結果     |
| 2013年3月22日 - 24日  | 2013年プランタン杯（ルクセンブルク市）             | 2 61.47 | 1 120.11 | 2 181.58 |
| 2012年12月20日 - 24日 | 第81回全日本フィギュアスケート選手権（札幌）       | 8 68.48 | 8 137.69 | 9 206.17 |
| 2012年12月6日 - 9日   | 2012/2013 ISUグランプリファイナル（ソチ）          | 6 70.58 | 6 128.05 | 6 198.63 |
| 2012年11月2日 - 4日   | ISUグランプリシリーズ 中国杯（上海）               | 2 83.48 | 1 153.44 | 1 236.92 |
| 2012年10月19日 - 21日 | ISUグランプリシリーズ スケートアメリカ（ケント）   | 4 75.78 | 2 154.17 | 3 229.95 |
| 2012年10月3日 - 7日   | 2012年オンドレイネペラトロフィー（ブラチスラヴァ） | 1 77.82 | 1 149.76 | 1 227.58 |

| 2011-2012 シーズン    |                                                              |         |           |          |
| 開催日                | 大会名                                                       | SP      | FS        | 結果     |
| 2012年2月7日 - 12日   | 2012年四大陸フィギュアスケート選手権（コロラドスプリングス） | 4 82.37 | 10 125.67 | 7 208.04 |
| 2011年12月22日 - 26日 | 第80回全日本フィギュアスケート選手権（門真）                 | 3 74.64 | 6 138.84  | 4 213.48 |
| 2011年12月8日 - 10日  | 2011年ゴールデンスピン（ザグレブ）                           | 2 73.34 | 1 155.29  | 1 228.63 |
| 2011年11月10日 - 13日 | ISUグランプリシリーズ NHK杯（札幌）                          | 5 72.26 | 6 123.19  | 7 195.45 |

| 2010-2011 シーズン     |                                              |          |          |           |
| 開催日                 | 大会名                                       | SP       | FS       | 結果      |
| 2011年4月7日 - 10日    | 2011年トリグラフトロフィー（イェセニツェ）   | 1 77.32  | 1 159.33 | 1 236.65  |
| 2011年1月30日 - 2月6日 | 第7回アジア冬季競技大会（アスタナ）          | 2 71.58  | 6 116.26 | 4 187.84  |
| 2010年12月24日 - 27日  | 第79回全日本フィギュアスケート選手権（長野） | 5 73.75  | 6 130.36 | 6 204.11  |
| 2010年11月19日 - 21日  | ISUグランプリシリーズ ロシア杯（モスクワ）   | 12 56.37 | 9 120.64 | 11 177.01 |
| 2010年11月5日 - 7日    | ISUグランプリシリーズ 中国杯（北京）         | 7 66.78  | 6 134.17 | 5 200.95  |
| 2010年9月23日 - 26日   | 2010年ネーベルホルン杯（オーベルストドルフ） | 1 71.41  | 1 149.81 | 1 221.22  |

| 2009-2010 シーズン    |                                              |         |          |          |
| 開催日                | 大会名                                       | SP      | FS       | 結果     |
| 2010年1月25日 - 31日  | 2010年四大陸フィギュアスケート選手権（全州） | 6 69.60 | 2 147.88 | 2 217.48 |
| 2009年12月25日 - 27日 | 第78回全日本フィギュアスケート選手権（門真） | 4 75.35 | 4 139.67 | 4 215.02 |
| 2009年12月3日 - 6日   | 2009年NRW杯（ドルトムント）                  | 7 66.32 | 3 129.02 | 6 195.34 |

| 2008-2009 シーズン    |                                                        |         |          |          |
| 開催日                | 大会名                                                 | SP      | FS       | 結果     |
| 2009年4月1日 - 5日    | 2009年ガルデナスプリング杯 ジュニアクラス（ガルデナ）  | 1 67.87 | 1 115.83 | 1 183.70 |
| 2009年2月18日 - 28日  | 第24回冬季ユニバーシアード（ハルビン）                 | 4 64.70 | 7 108.46 | 5 173.16 |
| 2008年12月25日 - 27日 | 第77回全日本フィギュアスケート選手権（長野）           | 5 70.33 | 8 113.40 | 7 183.73 |
| 2008年11月23日 - 24日 | 第77回全日本フィギュアスケートジュニア選手権（名古屋） | 1 69.85 | 3 111.06 | 2 180.91 |
| 2008年9月24日 - 28日  | ISUジュニアグランプリ マドリード杯（マドリード）       | 2 59.48 | 6 99.49  | 3 158.97 |

| 2007-2008 シーズン    |                                                            |         |          |          |
| 開催日                | 大会名                                                     | SP      | FS       | 結果     |
| 2007年11月24日 - 25日 | 第76回全日本フィギュアスケートジュニア選手権（仙台）       | 8 48.53 | 5 103.68 | 7 152.21 |
| 2007年10月18日 - 21日 | ISUジュニアグランプリ ジョン・カリー記念（シェフィールド） | 2 59.51 | 1 117.69 | 1 177.20 |
| 2007年9月13日 - 16日  | ISUジュニアグランプリ ウィーン杯（ウィーン）               | 7 53.10 | 9 96.41  | 9 149.51 |

| 2006-2007 シーズン     |                                                                  |          |          |           |
| 開催日                 | 大会名                                                           | SP       | FS       | 結果      |
| 2007年2月26日 - 3月4日 | 2007年世界ジュニアフィギュアスケート選手権（オーベルストドルフ） | 17 50.88 | 9 106.17 | 9 157.05  |
| 2006年12月27日 - 29日  | 第75回全日本フィギュアスケート選手権（名古屋）                   | 7 60.44  | 14 96.94 | 13 157.38 |
| 2006年11月25日 - 26日  | 第75回全日本フィギュアスケートジュニア選手権（広島）             | 1 60.35  | 2 105.03 | 1 165.38  |
| 2006年10月19日 - 22日  | ISUジュニアグランプリ リベレツ（リベレツ）                       | 1 57.78  | 2 105.51 | 2 163.29  |
| 2006年9月14日 - 17日   | ISUジュニアグランプリ メキシコ杯（メキシコシティ）               | 5 43.50  | 3 97.11  | 4 140.61  |

| 2005-2006 シーズン    |                                                       |          |          |           |
| 開催日                | 大会名                                                | SP       | FS       | 結果      |
| 2006年3月29日 - 31日  | 2006年ガルデナスプリング杯 ジュニアクラス（ガルデナ） | 6 39.77  | 3 81.84  | 5 121.61  |
| 2005年12月10日 - 11日 | 第74回全日本フィギュアスケートジュニア選手権（長野）  | 4 54.34  | 5 92.00  | 5 146.34  |
| 2005年10月12日 - 15日 | ISUジュニアグランプリ バルト杯（グダニスク）          | 8 46.85  | 8 89.90  | 7 136.75  |
| 2005年9月14日 - 17日  | ISUジュニアグランプリ タリン杯（タリン）              | 11 39.01 | 10 81.46 | 10 120.47 |

| 2004-2005 シーズン    |                                                            |          |          |          |
| 開催日                | 大会名                                                     | SP       | FS       | 結果     |
| 2004年11月20日 - 21日 | 第73回全日本フィギュアスケートジュニア選手権（横浜）       | 8 49.82  | 8 100.85 | 7 150.67 |
| 2004年8月26日 - 29日  | ISUジュニアグランプリ クールシュヴェル（クールシュヴェル） | 11 44.07 | 7 86.87  | 7 130.94 |

| 2003-2004 シーズン    |                                                      |    |    |      |
| 開催日                | 大会名                                               | SP | FS | 結果 |
| 2003年11月22日 - 23日 | 第72回全日本フィギュアスケートジュニア選手権（京都） | 14 | 12 | 12   |

## プログラム使用曲
| シーズン  | SP | FS | EX |
| --------- | --- | --- | --- |
| 2014-2015 | ヴァイオリンと管弦楽のための幻想曲 映画『ラヴェンダーの咲く庭で』より 作曲：ナイジェル・ヘス 振付：フィリップ・ミルズ | 交響曲第9番 作曲：ルートヴィヒ・ヴァン・ベートーヴェン 振付：フィリップ・ミルズ                                                                                       | ジュ・トゥ・ヴー 作曲：エリック・サティ 振付：町田樹テレビドラマ『エデンの東』より 〜セレブレイション〜 作曲：リー・ホールドリッジ 振付：フィリップ・ミルズ |
| 2013-2014 | テレビドラマ『エデンの東』より 作曲：リー・ホールドリッジ 振付：フィリップ・ミルズ                                    | バレエ音楽『火の鳥』より 作曲：イーゴリ・ストラヴィンスキー 振付：フィリップ・ミルズ                                                                                  | 白夜を行く テレビドラマ『白夜行』より 作曲：河野伸 振付：町田樹ドント・ストップ・ミー・ナウ 演奏：クイーン 振付：荻山華乃映画『ロシュフォールの恋人たち』より 作曲：ミシェル・ルグラン 振付：宮本賢二テレビドラマ『エデンの東』より 〜セレブレイション〜 作曲：リー・ホールドリッジ 振付：フィリップ・ミルズ |
| 2012-2013 | F・U・Y・A 演奏：C2C 振付：ステファン・ランビエール                                                                   | バレエ音楽『火の鳥』より 作曲：イーゴリ・ストラヴィンスキー 振付：フィリップ・ミルズ                                                                                  | 映画『ロシュフォールの恋人たち』より 作曲：ミシェル・ルグラン 振付：宮本賢二 |
| 2011-2012 | ロシア民謡『黒い瞳』より 振付：宮本賢二                                                                               | バレエ音楽『ドン・キホーテ』より 作曲：レオン・ミンクス 振付：ステファン・ランビエール                                                                                | ドント・ストップ・ミー・ナウ 演奏：クイーン 振付：荻山華乃アランフエス協奏曲 作曲：ホアキン・ロドリーゴ 振付：荻山華乃 |
| 2010-2011 | ロシア民謡『黒い瞳』より 振付：宮本賢二                                                                               | 映画『カサブランカ』より 作曲：マックス・スタイナー 振付：阿部奈々美映画『レジェンド・オブ・フォール/果てしなき想い』より 作曲：ジェームズ・ホーナー 振付：阿部奈々美 | ドント・ストップ・ミー・ナウ 演奏：クイーン 振付：荻山華乃映画『ハッピー フィート』より 愛にすべてを ボーカル：ブリタニー・マーフィ マイ・ウェイ ボーカル：ロビン・ウィリアムズ 振付：荻山華乃 |
| 2009-2010 | Celos （タンゴ・ジェラシー） 作曲：ヤコブ・ゲーゼ 演奏：葉加瀬太郎 振付：荻山華乃                                     | 映画『カサブランカ』より 作曲：マックス・スタイナー 振付：阿部奈々美                                                                                                  | 映画『ハッピー フィート』より 愛にすべてを ボーカル：ブリタニー・マーフィ マイ・ウェイ ボーカル：ロビン・ウィリアムズ 振付：荻山華乃 |
| 2008-2009 | Peach〜Ashihara Story〜 (ex. 004) 演奏：PE'Z 振付：荻山華乃                                                           | バレエ音楽『白鳥の湖』より 作曲：ピョートル・チャイコフスキー 振付：荻山華乃                                                                                          | - |
| 2007-2008 | ブギウギ・ビューグル・ボーイ 演奏：アンドリュース・シスターズ 振付：佐藤紀子                                          | バレエ音楽『白鳥の湖』より 作曲：ピョートル・チャイコフスキー 振付：荻山華乃                                                                                          | - |
| 2006-2007 | プッシュ・ザ・リミッツ 作曲：エニグマ 振付：荻山華乃                                                                  | レッド・ヴァイオリン 『アランフエス協奏曲』より 作曲：ホアキン・ロドリーゴ 編曲・演奏：川井郁子 振付：荻山華乃                                                        | ファインド・ラヴ 作曲：エニグマ 振付：荻山華乃 |
| 2005-2006 | プッシュ・ザ・リミッツ 作曲：エニグマ 振付：荻山華乃                                                                  | レッド・ヴァイオリン 『アランフエス協奏曲』より 作曲：ホアキン・ロドリーゴ 編曲・演奏：川井郁子 振付：荻山華乃                                                        | - |
| 2004-2005 | 映画『スピード』より 作曲：マーク・マンシーナ 振付：荻山華乃                                                          | 映画『座頭市』より 作曲：鈴木慶一 振付：荻山華乃 | - |

## 著書

### 単著
- 町田樹『アーティスティックスポーツ研究序説――フィギュアスケートを基軸とした創造と享受の文化論』白水社、2020年6月。ISBN 9784560097656。
- 町田樹『若きアスリートへの手紙──〈競技する身体〉の哲学』山と渓谷社、2022年3月。ISBN 9784635450553。

### 共著
- Atelier t.e.r.m 編『そこに音楽がある限り――フィギュアスケーター・町田樹の軌跡』新書館、2019年10月。ISBN 9784403311338。

- Atelier t.e.r.m『氷上の舞踊芸術：町田樹 振付自演フィギュアスケート作品 Prince Ice World映像集2013-2018』（Blu-ray）新書館、2021年5月。

### 寄稿
- 原田宗彦・藤岡淳也・松岡宏高 編著 編『スポーツマーケティング改訂版』大修館書店〈スポーツビジネス叢書〉、2018年5月。ISBN 9784469268430。

### 出演
- 町田樹のスポーツアカデミア（2021年-、J SPORTS）

### 関連書籍
- 『町田樹の世界』新書館〈ワールド・フィギュアスケート別冊〉、2018年10月。ISBN 9784403311253。

- 『KISS & CRY SPECIAL BOOK 町田樹の地平』東京ニュース通信社〈TOKYO NEWS MOOK 764号〉、2018年12月。ISBN 9784863368590。